# Richerenches
Richerenches ist eine französische Gemeinde mit 539 Einwohnern (Stand 1. Januar 2022) im Département Vaucluse in der Region Provence-Alpes-Côte d’Azur. Sie gehört zum Kanton Valréas im Arrondissement Carpentras.

## Geografie
Richerenches liegt im Norden des Départements Vaucluse in einer Exklave, die vom Gebiet des Départements Drôme umschlossen wird. Im Département Vaucluse ist die Gemeinde mit Visan im Südosten, dem Kantonshauptort Valréas im Nordosten und Grillon im Norden benachbart. Nachbargemeinden im Département Drôme sind Colonzelle im Nordwesten, Montségur-sur-Lauzon im Westen und La Baume-de-Transit im Südwesten.
Wichtigster Fluss durch die Gemeinde ist die 23 Kilometer lange Coronne. Sie fließt auf ost-westlicher Achse südlich des Dorfes vorbei und entwässert als Zufluss der Lez in die Rhone.

## Geschichte
Im Jahr 1136 erhielten die Templer ein Stück Heide- und Moorland als Schenkung zugewiesen. Auf diesem errichteten sie eine von einer Ummauerung geschützte Kommende. Die Erschließung des Landes sorgte für eine rasche Besiedlung des Ortes, der daraufhin dem Malteserorden und der katholischen Kirche zufiel. 1335 wurde das Dorf von Söldnertruppen verwüstet und blieb bis Ende des 15. Jahrhunderts verlassen. Ein Erlass von 1502 sah die Wiederbesiedlung durch neue Familien vor, es kam zur Restaurierung der Kirche und zum Wiederaufbau der Dorfmauer.

### Bevölkerungsentwicklung
| Jahr      | 1962 | 1968 | 1975 | 1982 | 1990 | 1999 | 2006 | 2016 |
| --------- | ---- | ---- | ---- | ---- | ---- | ---- | ---- | ---- |
| Einwohner | 362  | 454  | 445  | 466  | 542  | 616  | 691  | 665  |

## Kultur und Sehenswürdigkeiten
Richerenches ist ein kleiner wohlhabender Weinbauort. Bekannt ist der Ort vor allem für seinen Trüffelmarkt, der während der Saison zwischen November und März jeden Samstag stattfindet. Zusätzlich wird an jedem dritten Sonntag im Januar ein traditioneller „Trüffel-Gottesdienst“ abgehalten: die Trüffelbauern geben als Spende ihre besten Trüffel in einen Korb, die dann nach dem Gottesdienst zur Versteigerung angeboten werden. Der Erlös kommt dem Gemeindepfarrer zugute.
Das historische Dorfzentrum wird von einer quadratischen Mauer umschlossen, die aus der Zeit der Templer stammt und während des Wiederaufbaus des Ortes im 16. Jahrhundert vergrößert wurde. Sie wird an jeder Ecke von einem runden Wehrturm flankiert. Die Mauer hat zwei Durchgangstore: Eines befindet sich im Westen und wird von einem Uhrturm aus dem 18. Jahrhundert überragt, das andere befindet sich im Süden. In die Mauer sind schöne alte Häuser und die Kirche eingebaut, von der noch die originale Apsis aus dem 12. Jahrhundert erhalten ist. Der Glockenturm und die Fassade stammen aus dem 18. Jahrhundert.
Nördlich der Dorfmauer befinden sich Überreste der ersten in der Provence gegründeten Templerkomturei. Zu der Komturei gehört eine Scheune aus dem 13. Jahrhundert, deren Eingang von einem Rundbogen aus Stein überwölbt wird. Der Bogen wird von massiven Stützmauern getragen und besitzt ein ausgespartes Mordloch. Neben dem Gebäude befindet sich ein ehemaliges Notarhaus aus dem 18. Jahrhundert. Die Komturei und das Notarhaus sind seit dem 28. Dezember 1984 als Monument historique klassifiziert.

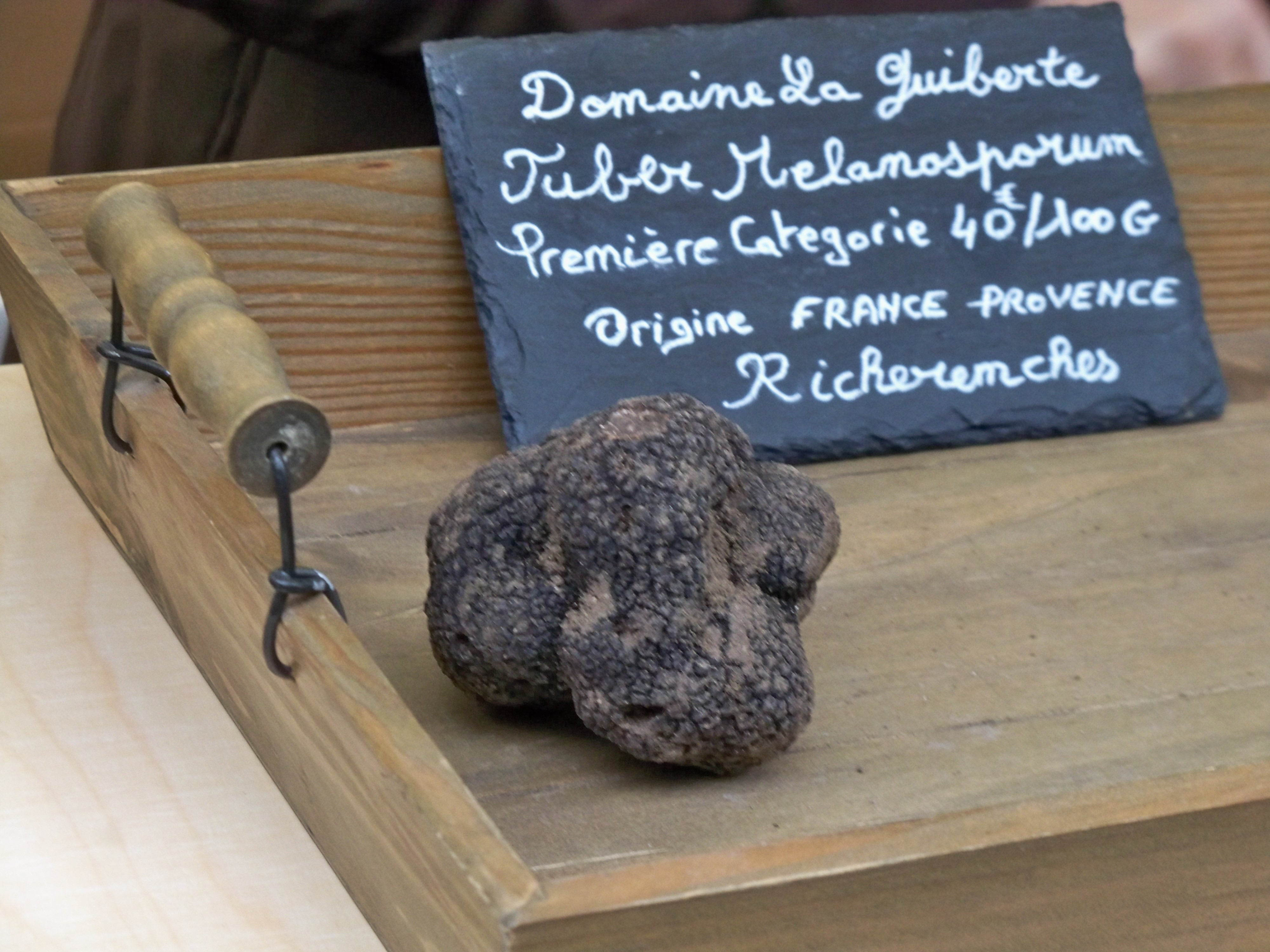
Schwarzer Richerenches-Trüffel (Tuber melanosporum)
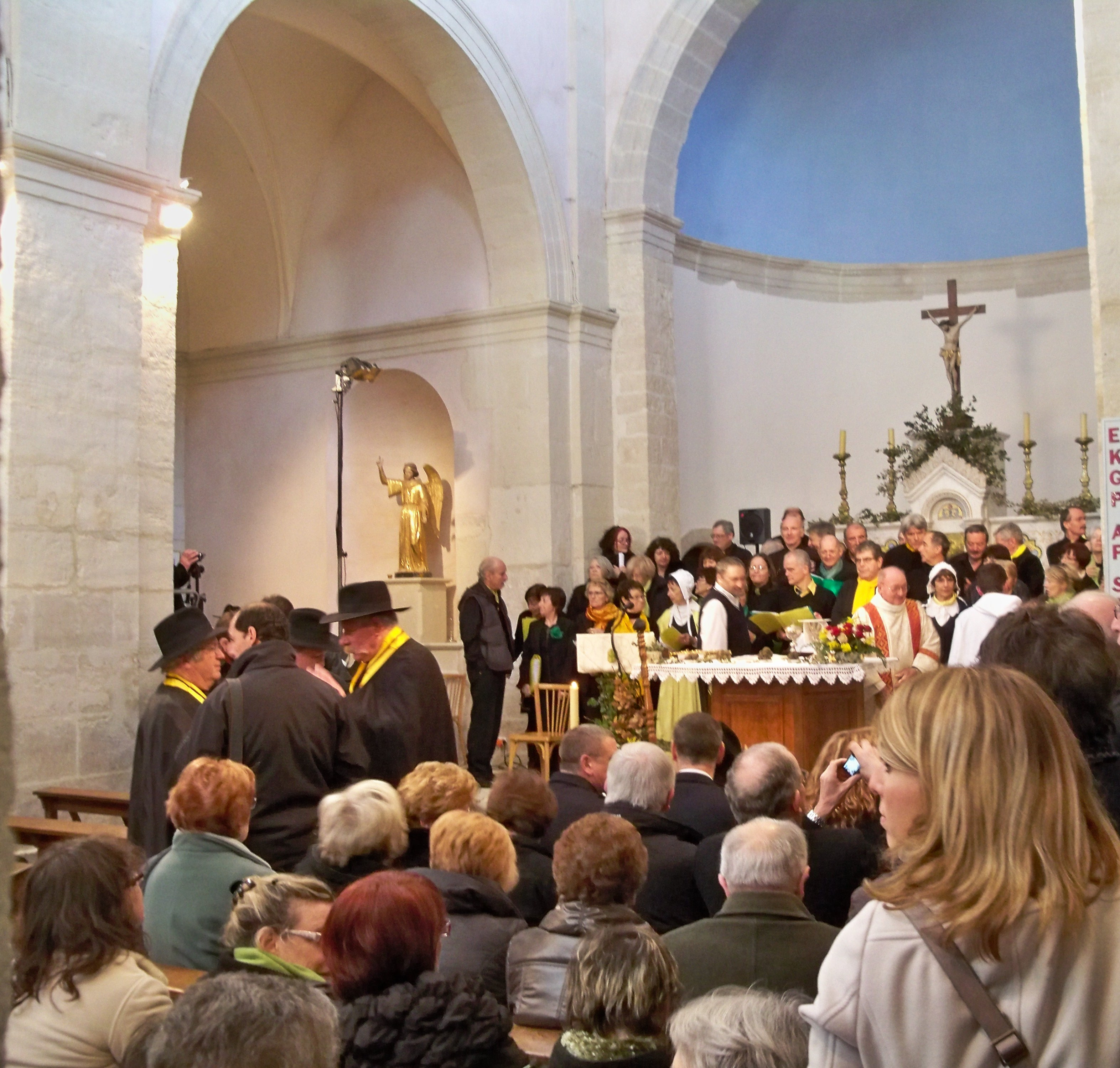
„Trüffel-Gottesdienst“
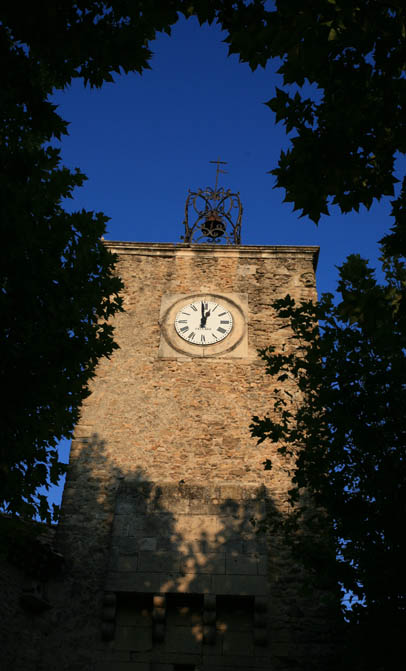
Uhrturm
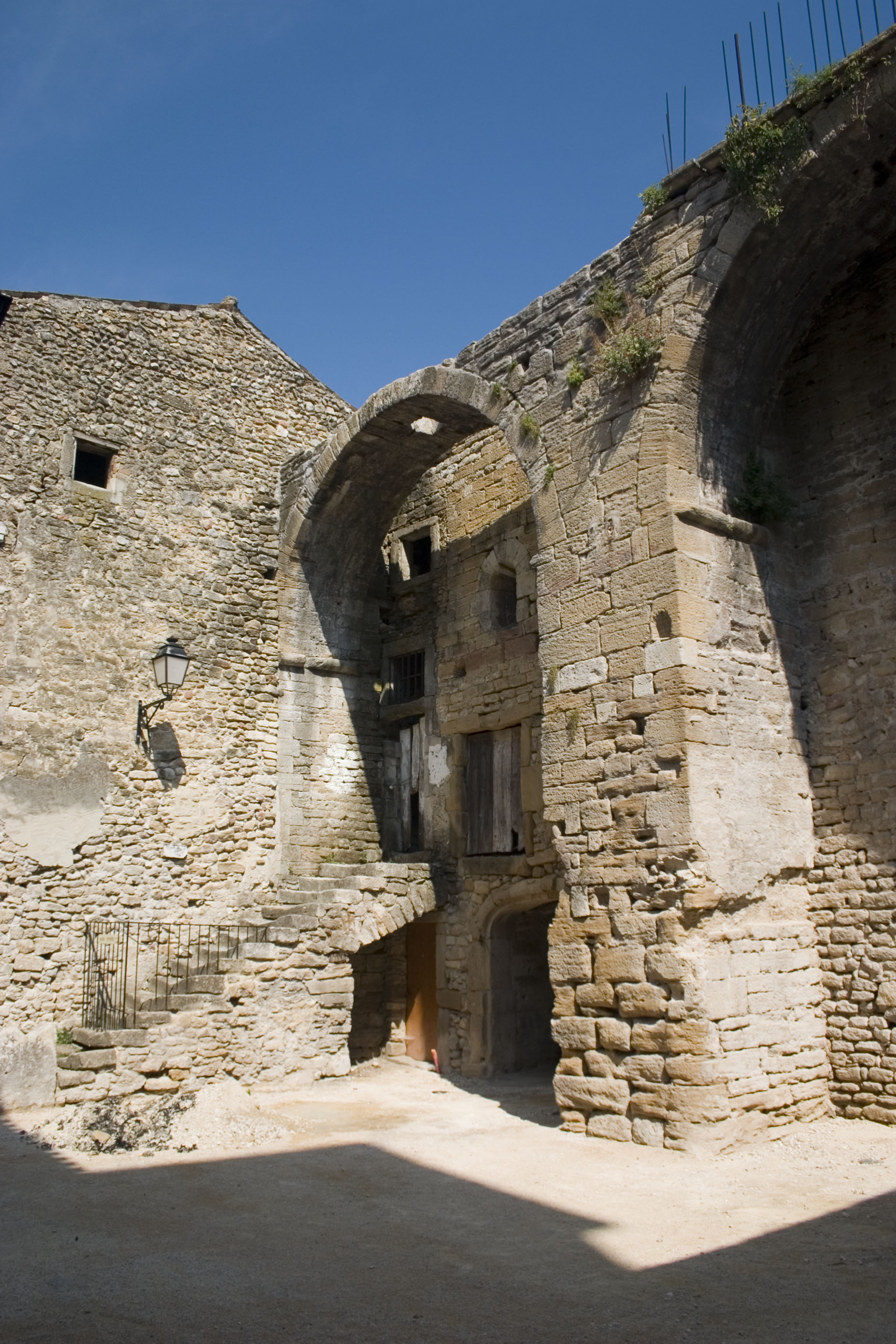
Templerscheune

## Film
- Richerenches, das Dorf des Trüffels. Dokumentarfilm, Belgien, 2008, 25 Min., Buch und Regie: Catherine Haxhe, Moderation: Guy Lemaire, Produktion: Unicap Télévision, arte France, Reihe: Reisen für Genießer, deutsche Erstsendung: 10. September 2013 bei arte, Inhaltsangabe von arte.